# Соглашение о деятельности государств на Луне и других небесных телах

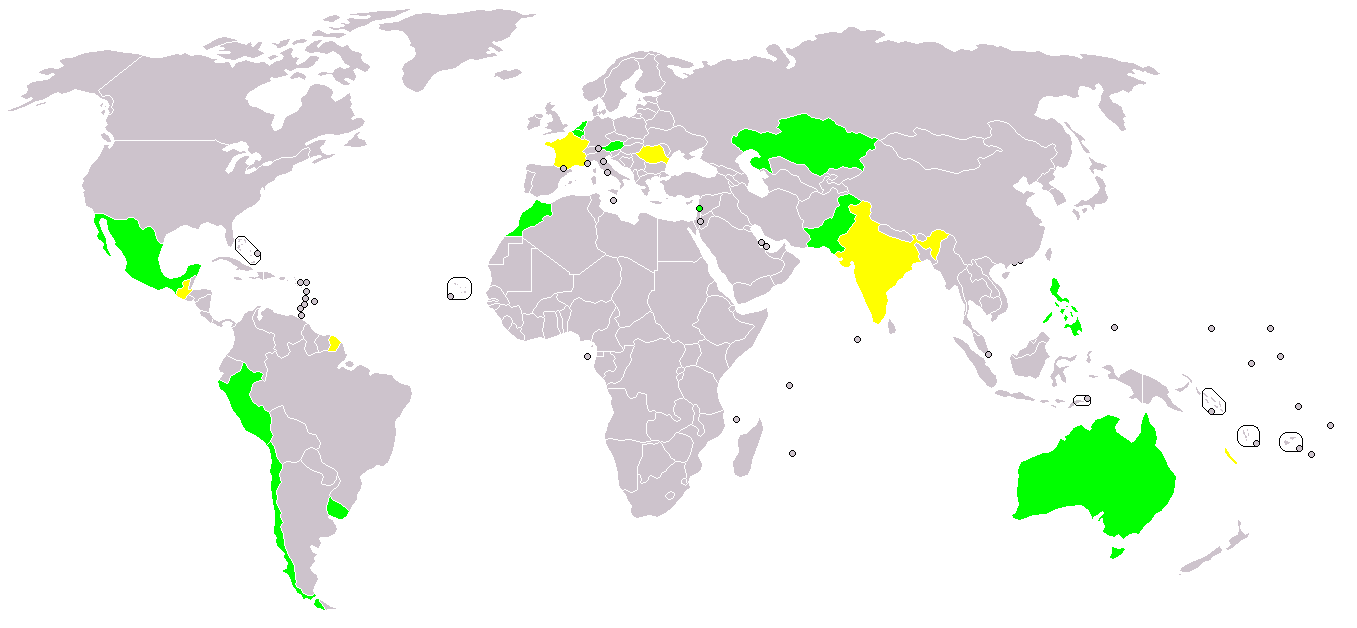
Подписали и ратифицировали
только подписали
не подписали

Соглашение о деятельности государств на Луне и других небесных телах заключено в рамках ООН 18 декабря 1979 года.
Соглашение распространяет международное право на Луну и все другие небесные тела, кроме Земли, включая орбиты вокруг этих тел и провозглашает принцип исключительно мирного использования Луны и других небесных тел, принцип равных прав всех государств на исследования небесных тел, принцип недопустимости претензии со стороны любого государства на распространение своего суверенитета на какое-либо небесное тело. Провозглашается, что Луна и ее природные ресурсы являются общим наследием человечества и государства-участники обязуются установить международный режим, включая соответствующие процедуры, для регулирования эксплуатации природных ресурсов Луны, когда будет очевидно, что такая эксплуатация станет возможной в ближайшее время.

## Международное право
Международное право трактует этот вопрос неоднозначно. Соглашение вступило в силу только для нескольких государств, ратифицировавших его, причем среди них нет ни одного члена «большой семёрки», постоянного члена Совета Безопасности ООН или государства, обладающего существенной собственной космической программой.

## Позиция США
6 апреля 2020 года президент США Дональд Трамп подписал указ, одобряющий коммерческое освоение ресурсов на Луне и планетах Солнечной системы.
Согласно тексту документа, Соединенные Штаты не рассматривают космическое пространство как всеобщее достояние человечества, и считают, что у американцев должно быть право вести коммерческие исследования, добычу и использование ресурсов в космосе. Госдепартаменту и другим профильным ведомствам поручено провести переговоры на международном уровне для заключения соглашений о разработке и добыче ресурсов на Луне и других космических телах.

## Позиция России
В Роскосмосе обвинили Трампа в стремлении к захвату космических территорий.

## Страны, подписавшие и ратифицировавшие договор
- Австралия
- Австрия
- Бельгия
- Казахстан
- Ливан
- Марокко
- Мексика
- Нидерланды
- Пакистан
- Перу
- Уругвай
- Филиппины
- Чили

## Страны, только подписавшие договор
- Гватемала
- Индия
- Румыния
- Франция